# Neolithodes
Neolithodes là một chi cua biển trong họ Lithodidae (King crab) thuộc bộ cua Decapoda

## Các loài
Chi này gồm các loài:
- Neolithodes agassizii (Smith, 1882)
- Neolithodes asperrimus (Barnard, 1947)
- Neolithodes brodiei (Dawson & Yaldwyn, 1970)
- Neolithodes bronwynae (Ahyong, 2010)
- Neolithodes capensis (Stebbing, 1905)
- Neolithodes diomedeae (Benedict, 1894)
- Neolithodes duhameli (Macpherson, 2004)
- Neolithodes flindersi (Ahyong, 2010)
- Neolithodes grimaldii (Milne-Edwards & Bouvier, 1894)
- Neolithodes nipponensis (Sakai 1971)
- Neolithodes vinogradovi (Macpherson, 1988)
- Neolithodes yaldwyni (Ahyong & Dawson, 2006)